# Married Life (filme de 1921)
Married Life (Vida de casado, em tradução livre) é um filme mudo britânico de 1921, do gênero drama, dirigido por Georges Tréville e estrelado por Gerald McCarthy, Peggy Hathaway e Roger Tréville. Foi baseado em uma peça de J. B. Buckstone.

Harry se apaixona por outra mulher e então planeja matar sua esposa. O que ele não sabe é que seu melhor amigo também tem planos para a mesma mulher.

## Elenco
- Gerald McCarthy - Arthur Winchester
- Peggy Hathaway - Margarete
- Roger Tréville - Charles Dawson
- Hilda Anthony - Sra. Winchester
- M. Gray Murray - SR. Dawson
- Hugh Higson
- Dorothy Fane
- Beatrix Templeton
- Gordon Begg
- Leonard Robson